# Lakewood (stacja metra)
Lakewood – stacja zielonej linii metra w Los Angeles mieszcząca się nad Lakewood Boulevard w centralnej części Century Freeway w mieście Downey.
Pierwotnie ta stacja miała nazwę Lakewood/I-105 i nazwa ta może być jeszcze wciąż używana w niektórych miejscach.

## Godziny kursowania
Tramwaje zielonej linii kursują codziennie w godzinach od 5:00 do 0:45

## Połączenia autobusowe

### Linie autobusowe Metro
- Metro Local: 117, 265, 265